# Василій Єрусалимський
Василій Єрусалимський- Патріарх Єрусалимського Єрусалимської Церкви з 821 по 842 рік. Під час свого єпископства Василій активно виступав проти іконоборства, яке підтримував візантійський імператор Феофіл.

## Життя
Василій, який був послідовником свого попередника Патріарха Єрусалимського Фоми I, був обраний Патріархом Єрусалимським у 821 році. Активно виступав проти іконоборства. У 836 році він скликав в Єрусалимі собор, який виступив на захист іконопочитання. З собору Василій надіслав цю позицію собору імператору Феофілу в листі, який переніс синкел Михаїл. Феофіл, який був визнаним іконоборцем, ув'язнив Михаїла після його прибуття.
У 841 році Василь зміг відбити напад на Єрусалим арабського повстанця Абу Харба аль-Мубарки та його тридцятитисячного війська, підкупивши його.
Василь помер наступного, 842 року, і його наступником став Сергій I, якого араби зробили патріархом.